# Geromina
La Geromina [ʤeɾoˈmiːna] (Girumina [ʤiɾuˈmina] in dialetto bergamasco) è una frazione di circa 3.000 abitanti del comune italiano di Treviglio, provincia di Bergamo, Lombardia.
È situata nella parte nord-occidentale del territorio comunale ed è attualmente interessata da una forte crescita edilizia. La via principale che l'attraversa collega il capoluogo con il vicino comune di Canonica d'Adda. Proseguendo lungo questa strada s'incontra il parco della Gera d'Adda.
Il territorio della Geromina confina a ovest con quello della vicina frazione di Badalasco, del comune di Fara Gera d'Adda e a nord con quello della frazione Castel Cerreto, appartenente anch'essa al comune di Treviglio. Il capoluogo invece è posto più a sud, dopo il territorio denominato villaggio.

## Geografia fisica

### Territorio
Il territorio della Geromina, esteso per circa 1,42 km², è compreso tra i 127 e i 134 m s.l.m. e il nucleo centrale si trova a 132 m s.l.m. ed è situato, come Treviglio, nella zona bergamasca della Gera d'Adda.
La pendenza diminuisce progressivamente spostandoci dalla zona nord a quella sud e dalla est alla ovest. A nord-ovest rispetto al centro abitato sono presenti dei dislivelli a causa della presenza del terrazzamento morfologico denominato costa trevigliese, antica sponda del fiume Adda.
Nonostante la forte espansione urbanistica, il territorio della Geromina resta ancora occupato prevalentemente dalla campagna.
Superando la frazione, e proseguendo sulla strada in direzione nord notiamo cominciare a sinistra della cascina Pelizza un'area boschiva lungo il fosso della Vignola dove sta per essere istituito il parco della Gera d'Adda.

#### Geologia e morfologia
Il terreno della Geromina è d'origine alluvionale, e presenta strati composti principalmente da ghiaia, sabbia e più in profondità anche da arenaria. Dopo il primo strato d'origine alluvionale, il terreno presenta strati d'origine quaternaria marina, Pliocene, Langhiano, Aquitaniano ed infine Olocene.
La parte occidentale del territorio è attraversata da un terrazzo morfologico denominato costa trevigliese che suddivide così la frazione in due zone morfologicamente differenti: quella orientale in cui si trova il centro abitato, gran parte della Geromina, così come Villaggio e le vicine frazioni di Castel Cerreto e Battaglie che risale al Pleistocene, mentre una limitata porzione occidentale, risalente all'Olocene.

#### Idrografia
Il territorio è caratterizzato da molti fossi, tra quali il principale denominato Vignola nasce dal famoso fosso bergamasco, e prosegue il suo corso bagnando Treviglio, nella roggia Mulina di via Cavallotti.
La frazione presenta quindi, rispetto al resto di Treviglio, un maggiore rischio d'alluvione data la presenza della Vignola a monte rispetto al centro abitato. Tale fosso è derivato dall'ultimo tratto del Brembo, e quindi la Geromina, pur essendo più vicina all'Adda che al Brembo, è compresa nel bacino idrografico di quest'ultimo.

#### Sismologia
Dal punto di vista sismico la Geromina presenta un rischio molto basso ed è stata classificata come il comune zona 4 (bassa sismicità) dalla protezione civile nazionale.

### Clima
Il clima della frazione è poco mite dato che risulta molto caldo d'estate e molto freddo in inverno con presenza di nebbia e una o più nevicate all'anno. In autunno e primavera è piovoso con lunghi periodi di pioggia.
La Geromina, come il resto della Pianura Padana, è caratterizzata da un'assenza di venti sinottici al livello del suolo a causa della conformazione geografica della stessa. Nella maggior parte dei casi la loro velocità è inferiore agli 0,5 m/s. La velocità dei venti, già piuttosto bassa, tende a ridursi ulteriormente nel periodo invernale.
È presente una stazione meteo per il monitoraggio climatico della frazione collegata alla rete del Centro Meteo Lombardo.
La frazione, quanto a classificazione climatica rientra nella zona E, 2.237 GG.

## Origini del nome
Il toponimo Geromina deriva dalla contrazione di Geromina Baggio in Marzio, moglie del signore milanese Giovanni Marzio che trascorreva nella campagna della Geromina, presso quella che poi diverrà una cascina operaia, il periodo estivo.
La fabbrica dei signori Marzio, qui presente, sembra quindi aver dato adito in ambito popolare ai seguenti modi di dire: lavoro dalla Geromina, lavoro da Geromina, lavoro alla Geromina e da qui sembra essere nato il toponimo.
Il nome divenne ufficiale con la denominazione dell'attuale via Geromina Marzio tramite delibera comunale n°15/170 del 19 dicembre 1958, benché il nome Geromina fosse in uso già prima del secondo conflitto mondiale.
In seguito la prefettura di Bergamo, la sovrintendenza ai monumenti della Lombardia e il Ministero dell'Interno chiedono di rivedere la delibera comunale non essendo l'origine del nome poi così certa ed esistendo numerose interpretazioni di storici locali al riguardo. Essi concordano nel ritenere via Geromina più che sufficiente.
Il nome della via verrà poi cambiato con una successiva delibera comunale in via Geromina.

## Storia

### Le origini
La frazione Geromina nacque per volere dell'imprenditore tessile Giovanni Marzio, e fu strutturata sui modelli di New Lanark, il villaggio industriale modello realizzato in Scozia dall'utopista Robert Owen e della più vicina Crespi d'Adda.
Prima abitata da semplici comunità rurali simili a quelle del vicino Castel Cerreto, divenne così un piccolo villaggio industriale grazie all'opera di imprenditori tessili quali i Marzio, i Fabris, i Muradelli ed infine i Riva.
Lo sviluppo coincide con la seconda rivoluzione industriale a cavallo alla fine del XIX secolo. Gli insediamenti produttivi sfruttano la naturale pendenza del territorio per deviare una parte delle acque della roggia Vignola soprastante nella roggia Firone per produrre energia elettrica tramite una turbina.

### XXI secolo
Agli inizi del XXI secolo la parrocchia si è unita alle altre 4 di Treviglio nella comunità pastorale Madonna delle Lacrime.
Nel tempo la frazione ha subito un'importante evoluzione a causa dell'aumento urbanistico e contava, nel 2001, 125 abitazioni, anche se attualmente il numero di unità abitative è più che raddoppiato, data la costruzione di numerosi appartamenti e interi isolati.
Le fabbriche sono state riadattate e ospitano ora mobili d'arte e uno stabilimento oleotecnico.

### Ricorrenze

#### Festa patronale
Il 12 settembre ricorre la festività del Santissimo Nome di Maria, patrono della frazione. Si svolge tra la 1º e la 3º settimana di settembre e comprende manifestazioni di natura culinaria, musicale, religiosa e sportiva, organizzata dal comitato della parrocchia.

## Monumenti e luoghi d'interesse

### Architetture religiose

#### Campanile
La chiesa è dotata di un campanile di colore grigio cemento posto dal 1989 a destra dell'entrata principale.
Il campanile è sovrastato da una Madonnina d'oro che è il principale simbolo della frazione, ben visibile dalla via Canonica anche in lontananza. Di notte viene messa in risalto con luci di colori differenti a seconda del periodo liturgico.
Il progetto d'edificazione partì grazie all'impegno del primo parroco della Geromina, don Bruno Baj che tuttavia morì il 2 settembre 1989 prima dell'ultimazione dei lavori.
La prima pietra fu posta e benedetta il 5 febbraio 1989 dal vicario episcopale Sandro Mezzanotti. Per la costruzione contribuirono non solo gli abitanti della frazione, ma anche i vicini di Castel Cerreto che lavorarono per conto dell'azienda Previtali di Bergamo.
Nelle fondamenta del campanile furono murate con la pergamena-ricordo un'ampolla con il frumento e un'altra con il vino e una serie di monete del Vaticano emesse nel 1988.
Le campane del nuovo campanile furono benedette dall'amministratore parrocchiale don Ernesto Porta il 15 settembre dello stesso anno.

#### Chiesa del Santo Nome di Maria
La chiesa della Geromina è situata in via Canonica. Essa, iniziata nel 1974 dopo lo 
smantellamento della precedente chiesa in legno, è stata ultimata l'anno successivo e fu consacrata il 31 agosto 1975 dall'arcivescovo di Milano Giovanni Colombo che cementò nell'altare in pietra le reliquie dei santi Narbore, Clemente e Simpliciano. Dal 1986 divenne sede parrocchiale.
In seguito è stata adornata dalle vetrate dell'artista Trento Longaretti e infine è stata restaurata esternamente durante l'estate del 2007.
Dedicata al Santissimo Nome di Maria, è stata costruita in stile moderno. Presenta un altare con delle decorazioni in oro e un crocifisso ligneo sullo sfondo. Figura centrale nella chiesa è la bellissima statua lignea di Maria con in grembo Gesù bambino, posta a sinistra dell'altare.
La chiesa dispone anche di un piccolo organo posto a fianco dell'altare. Le tavole della via Crucis poste ai lati della chiesa, sono anch'esse realizzate interamente in legno.
La chiesa è circondata a nord ovest da un oratorio che è sede di attività quali il catechismo ed il grest estivo; esso inoltre presenta un campo da pallavolo, da basket e da calcio.

### Architetture civili

#### Ingresso della fabbrica
L'ingresso della fabbrica mobili Marconi arte risale al 1908 e pur avendo cambiato molti proprietari e rimasto sempre lo stesso d'inizio XX secolo.

### Siti Archeologici

#### Cascina Peliza
A monte della Geromina, nei pressi della cascina Peliza sono stati ritrovati alcuni reperti.

### Aree naturali

#### Parco della Gera d'Adda

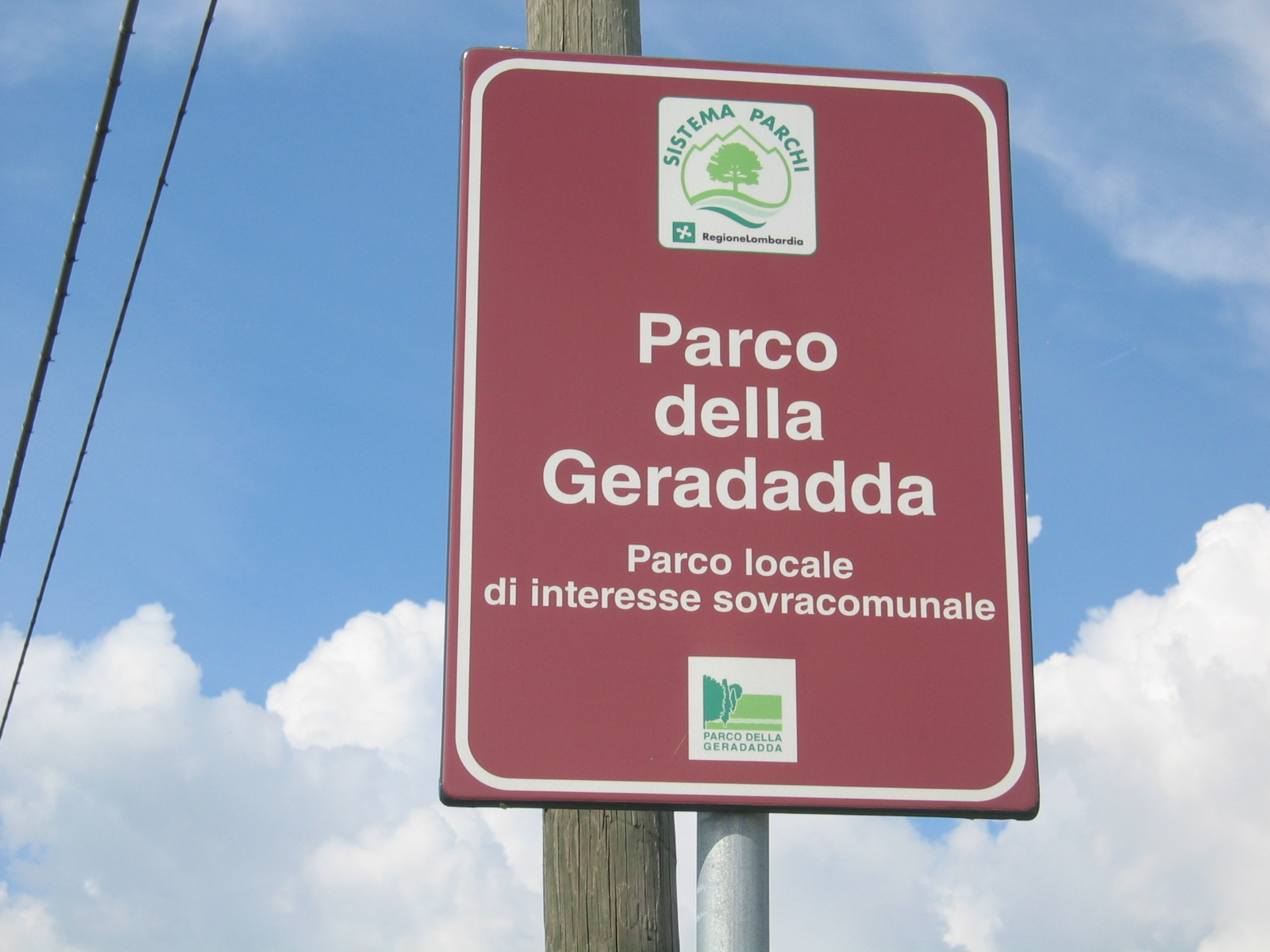
Il cartello che indica l'inizio del parco

Il parco della Gera d'Adda è un parco locale d'interesse sovracomunale in corso d'istituzione che si estende in una porzione nord ovest del comune estendendosi successivamente nei comuni limitrofi di Arcene, Canonica d'Adda, Casirate d'Adda, Ciserano, Fara Gera d'Adda e Pontirolo Nuovo.
Ha la sua sede nel vicino comune di Fara Gera d'Adda e coprirà un'area di 3.001 acri in prossimità del terrazzamento morfologico della Gera d'Adda.

## Società

### Evoluzione demografica
| Evoluzione storica della popolazione |       |
| 2001                                 | 1.251 |

### Religione
La Geromina è sede della parrocchia del Santo Nome di Maria: l'omonima chiesa è a capo delle vicine comunità di villaggio e di Castel Cerreto. La parrocchia raggruppa dunque le due maggiori frazioni cittadine.
La parrocchia fa parte della Comunità pastorale Madonna delle Lacrime che raggruppa le 5 parrocchie del comune di Treviglio del cui decanato fa parte. Essa fa quindi parte dell'arcidiocesi di Milano, e in particolare del vicariato di Melegnano, nonostante adotti il rito romano come le altre parrocchie del proprio decanato e il vicino decanato di Trezzo d'Adda.
È una delle 2 parrocchie di Treviglio, assieme a quella di San Pietro della zona nord, che non ospita alcun istituto religioso.
La parrocchia della Geromina è stata costituita il 26 giugno 1986 dalla Curia Vescovile di Milano che decretò: "Considerata la distanza delle frazioni di Geromina e di Castel Cerreto dal centro parrocchiale di San Martino in Treviglio e considerato l'accresciuto numero degli abitanti, decretiamo la costituzione della nuova parrocchia con il titolo di Santo Nome di Maria".

## Cultura

### Istruzione

#### Scuole
La frazione ha una scuola materna ed una elementare, situate in via Pasturana, la quale si trova accanto alla via principale.

### Cucina

#### Dolci
Tra i dolci abbiamo le ufèle e le frittelle, prodotti diffusi in tutta la bassa bergamasca.

#### Altri piatti
Sono diffusi prodotti tipici bergamaschi quali formaggi, tinche, lepre in salmì, stracotto d'asino, coniglio, polenta, e casoncelli.
Tra i prodotti e i piatti a base di carne di maiale abbiamo: il salame, il lardo, la pancetta, lo strutto, la torta di sangue di maiale, i piedi e le orecchie bollite, la testina bollita, la rustisada e la Cassœula.
Tra gli altri prodotti a base di carne d'allevamento abbiamo la busecca, l'arrosto di vitello, i capponi e i tacchini ripieni, lo stufato, il bollito misto, l'arrosto di lonza e i nervetti.

## Geografia antropica

### Urbanistica
La frazione in origine si sviluppa a cavallo della roggia Firone derivata dalla Roggia Vignola (a sua volta derivata dalla Moschetta nel 1340). Il primitivo insediamento ruotante intorno alla fabbrica si sviluppa a cavallo della via Geromina.
Tale centro è collegato al capoluogo mediante via Canonica al di là della quale vengono a realizzarsi nel secondo dopoguerra la scuola, il maggiore parco pubblico e gran parte dei servizi della frazione. Accanto a questi si sviluppano insediamenti abitativi lungo la via canonica e via Pasturana.
All'inizio del XXI secolo vengono edificati interi isolati posti a nord-est, sud-est e sud-ovest dell'incrocio principale tra via canonica e via Geromina sul lato ovest e Pasturana dall'altro. La sezione nord-ovest è quindi la più antica della frazione comprendendo essa la fabbrica, l'oratorio, la chiesa ed alcune cascine.

## Economia

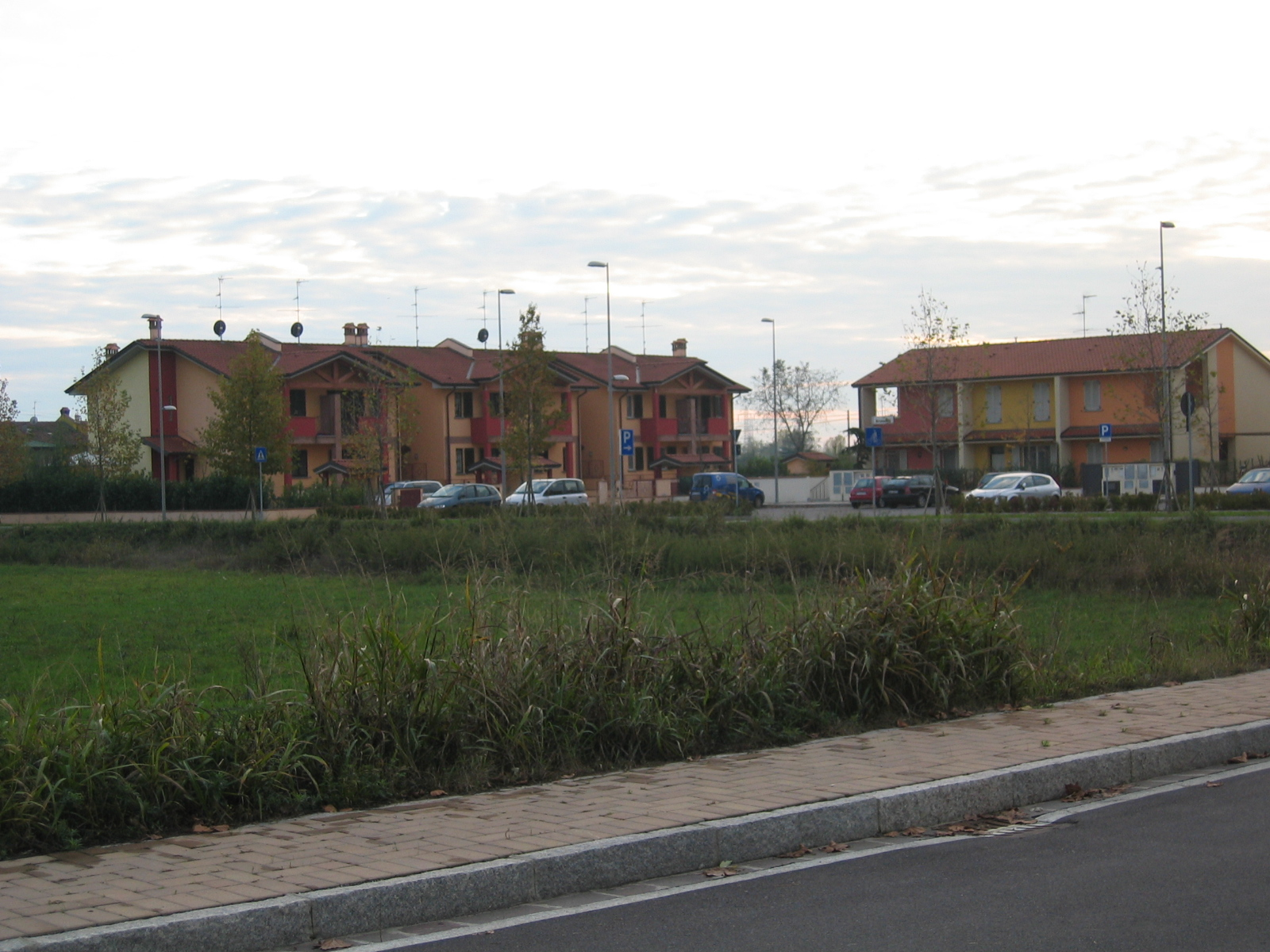
Case di recente costruzione alla Geromina

La posizione geografica dei lotti della ditta Furter chiusa a seguito del declino del settore tessile in questa zona della Lombardia, fecero sì che sul territorio della Geromina si insediassero numerose piccole e medie imprese che richiesero tuttavia un minor numero di dipendenti maggiormente specializzati.
I precedenti dipendenti dello stabilimento, poco specializzati e molto numerosi trovarono quindi molta fatica a trovare un nuovo lavoro nella frazione, la cui destinazione economica assieme al resto della città era mutata abbandonando il settore tessile per passare all'elettromeccanico e ai servizi.

### Agricoltura
In passato era una zona prevalentemente agricola, pressappoco come Castel Cerreto. La frazione presenta numerose cascine delle quali la più importante è la cascina Pelizza, ma non mancano campi agricoli irrigati da numerosi fossi secondari derivati dalla roggia Vignola.
Tra le principali attività del settore primario qui praticate abbiamo 2 vivai specializzati nel coltura di piante e fiori e un'impresa di manutenzione giardini.

### Artigianato
Degna di nota è la produzione di mobili classici, d'arte e su misura (oltre che relative riparazioni), letti e reti a doghe elettriche motorizzate ad alta tecnologia, prodotti cosmetici, l'affilatura di lame e la produzione di articoli per panifici.

### Industria
Le principali imprese sono industrie di stampanti tessili, trattori, grafica, le carpenterie meccaniche, gli ovattifici, le officine meccaniche e quelle di montaggio di apparecchiature meccaniche.

### Servizi
La frazione ospita una chiesa, una biblioteca e un oratorio. Le principali attività del settore terziario sono di ristorazione.

## Infrastrutture e trasporti

### Strade
La strada principale della zona è la via Canonica, che, partendo dalla periferia di Treviglio, attraversa tutta la frazione e il vicino Pontirolo Nuovo. Inoltre da essa si diramano delle strade secondarie che portano ad altri comuni e frazioni come Canonica d'Adda e Castel Cerreto.
La frazione è attraversata anche da molte vie interne, come la via Pasturana e la via Geromina, che nascono nell'incrocio tra la Chiesa e la via Canonica.

### Ferrovie
La Geromina pur non presentando stazioni ferroviarie è lambita a est dalla linea Milano-Bergamo che la separa dalla zona nord di Treviglio.
Nelle vicinanze della frazione si trovano perciò alcuni sottopassaggi ferroviari che a partire dall'inizio del XXI secolo hanno sostituito i precedenti passaggi a livello.

### Mobilità urbana
La Geromina è servita dalle linee SAI T10 (Trezzo-Treviglio), e da 4 linee scolastiche, 2 con destinazione Treviglio (di cui una per Collegio degli Angeli e Istituto Salesiano), 1 Caravaggio, 1 Trezzo sull'Adda.
La frazione risulta pertanto collegata con Canonica d'Adda, Caravaggio, Pontirolo Nuovo, Treviglio e Trezzo sull'Adda.

## Sport
Nei primi anni del XXI secolo è stata costruita una nuova palestra che viene utilizzata sia dalla scuola primaria per praticare ginnastica che dalla locale associazione di karate.
Inoltre l'oratorio ospita nel campo da calcio due società sportive che praticano il rugby ed il calcio.
La frazione ospita nelle vicinanze inoltre un campo da motocross.

### Impianti sportivi
Alla Geromina esistono tre impianti sportivi: la palestra della scuola elementare della frazione, il campo da calcio dell'oratorio e il campo da motocross.

## Galleria d'immagini

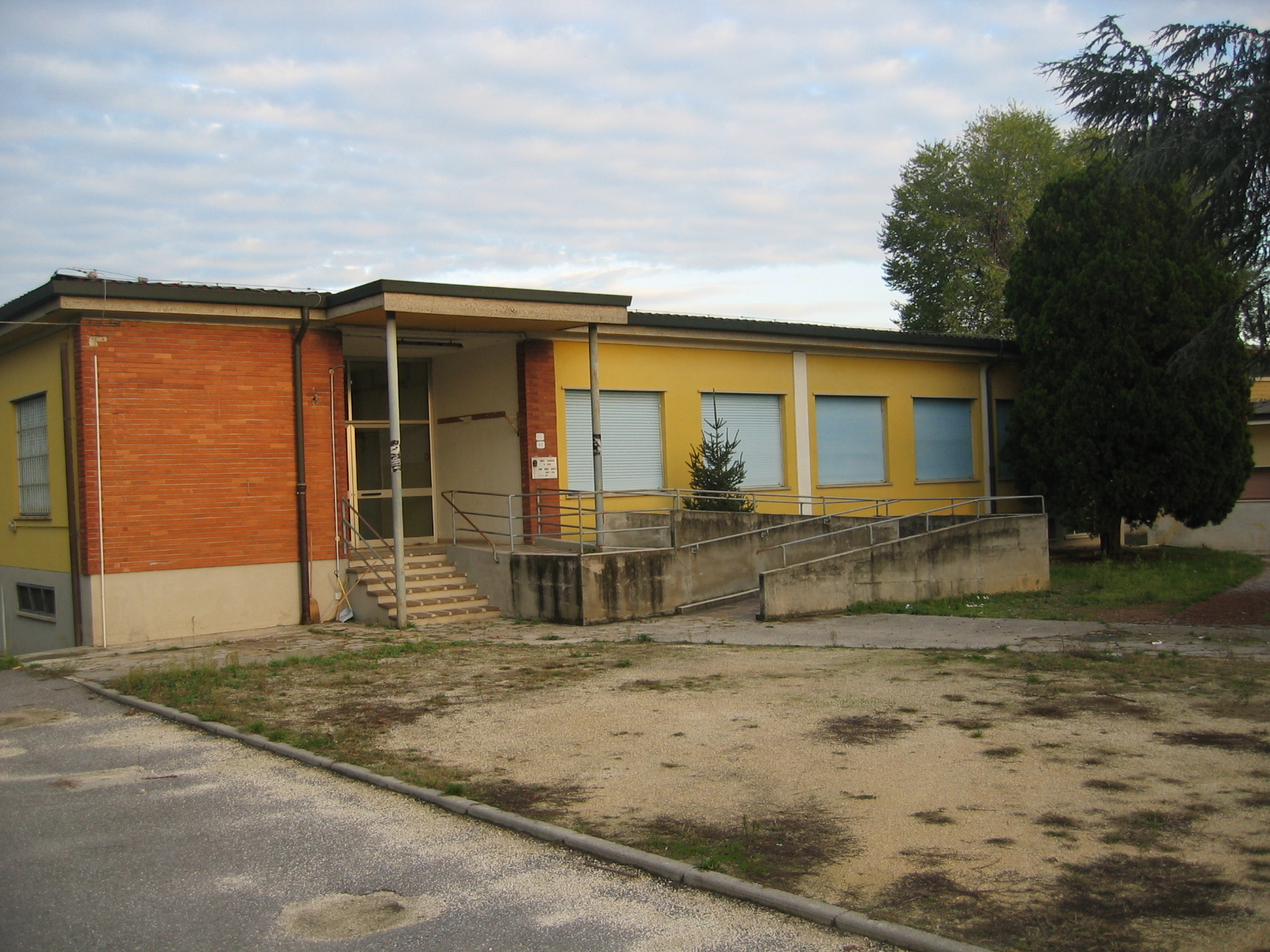
La vecchia scuola, ora seggio elettorale
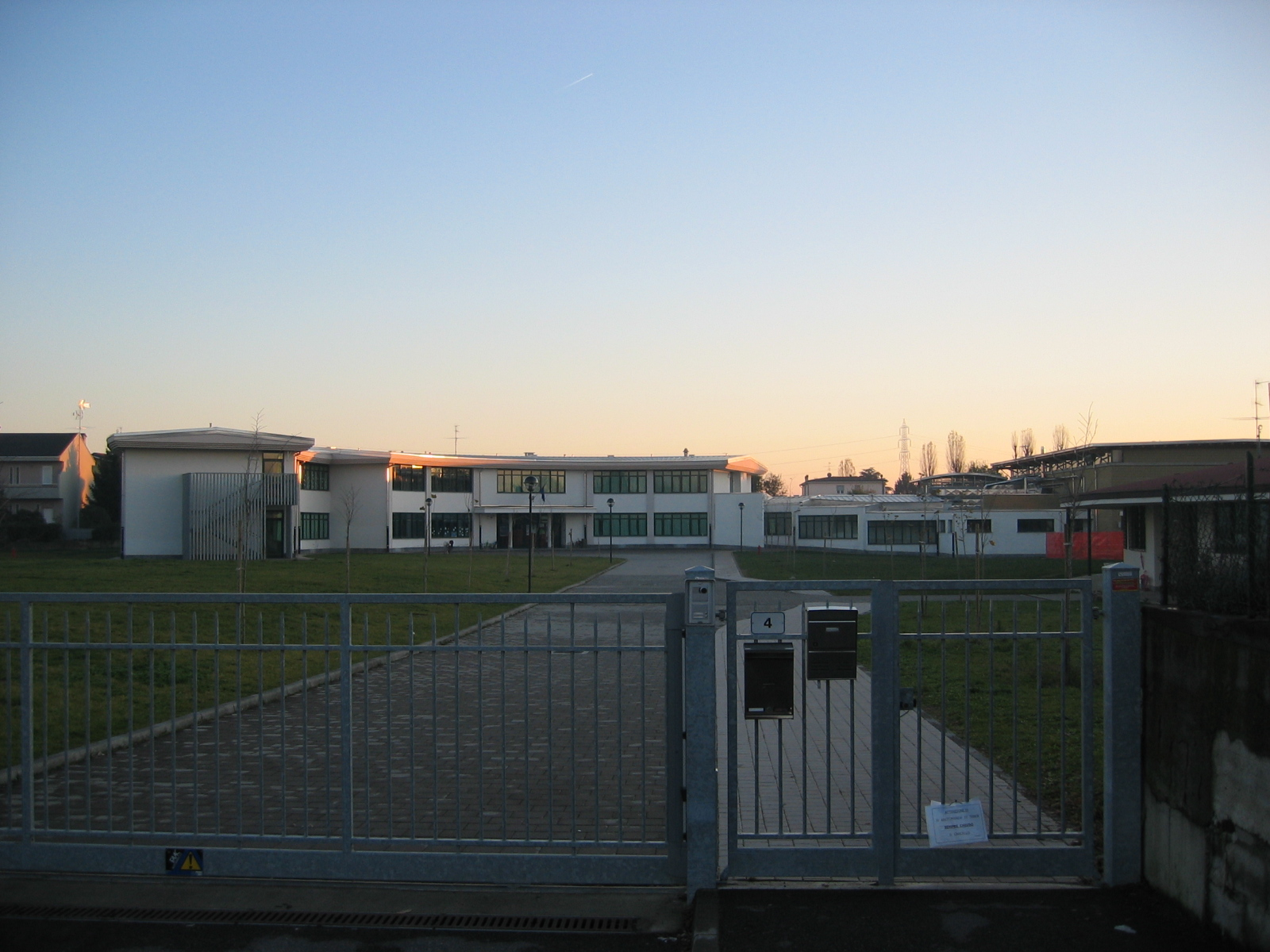
L'entrata principale della scuola della Geromina
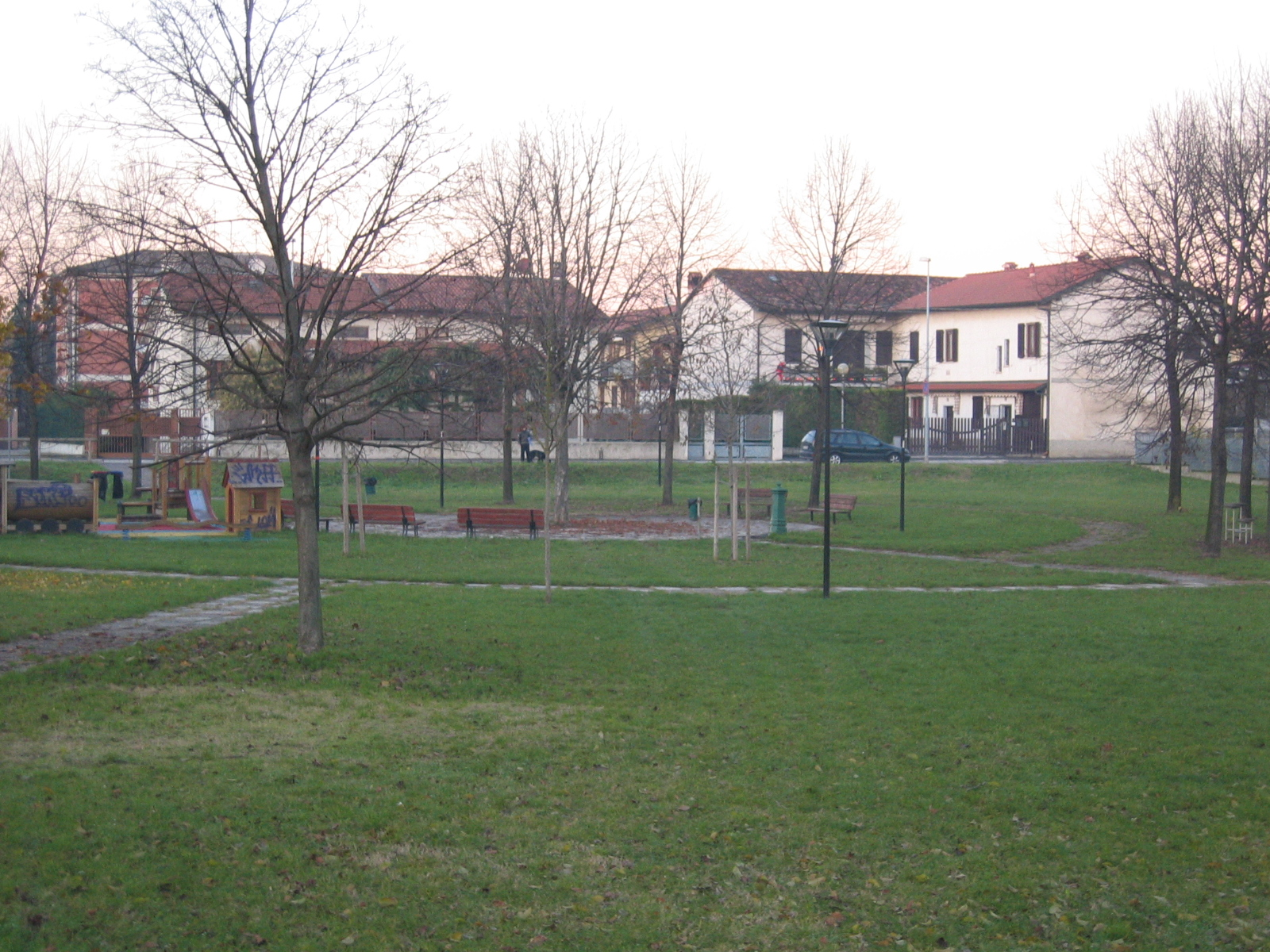
Il parco della Geromina

### Fonti primarie
- Piero Perego, La Girumina, Treviglio, Cassa Rurale, 1995.

### Fonti Secondarie
- Marco Carminati, Il circondario di Treviglio e i suoi comuni, Treviglio, Messaggi, 1892.
- Tullio Santagiuliana e Ildebrando Santagiuliana, Storia di Treviglio, Bergamo, poligrafiche Bolis, 1965.
- Giovanni Chiari, Le rogge Trevigliesi, Calvenzano, Signorelli, 1982.
- Piero Perego e Ildebrando Santagiuliana, Storia di Treviglio, Treviglio, Pro Loco, 1987.
- Tullio Santagiuliana e G. Villa, La Geradadda e dintorni, Treviglio, Tipolito CFV, 1994.
- Barbara Oggionni, Le rogge Moschetta e Vignola, Treviglio, 2000.